# Имру-ль-Кайс II
Имру-ль-Кайс II ибн Амр (ум. 399) — царь (малик) государства Лахмидов с 374/375 по 399 годы, сын царя Амра II.

## Происхождение и приход к власти
Имру-ль-Кайс II был сыном лахмидского царя Амра II, правившего до примерно 369 или 370 года. Имру-ль-Кайс не смог унаследовать престол непосредственно после своего отца, равно как и его возможные братья, поскольку следующим правителем царства Лахмидов сасанидский шаханшах Шапур II поставил Ауса ибн Каллама ибн Батину из общины Бану Фаран. Последний был своего рода местоблюстителем или регентом, поставленным на период, пока шаханшах определится с выбором преемника Амра II. Через пять лет правления Аус ибн Каллам был убит в результате восстания местных кланов, после чего Шапур II назначил царём государства Лахмидов Имру-ль-Кайса II.

## Правление
Согласно ат-Табари, Ибн Халдуну, Ибн Хабибу, аль-Бируни и Ибн Саиду, царь Имру-ль-Кайс II правил двадцать пять лет. В работе аль-Исфахани, однако, указывается, что Имру-ль-Кайс II правил двадцать один год и три месяца. Если исходить из того, что по утверждению немецкого ориенталиста Т. Нёльдеке, дошедшие до нас рукописи труда аль-Исфахани не вполне аутентичны по своему содержанию, предпочтительным является всё же сообщение о двадцатипятилетнем правлении этого царя.
Период правления Имру-ль-Кайса ибн Амра не был отмечен никакими потрясениями: источники не упоминают ни о каких важных событиях или происшествиях, случившихся во время его царствования, что может свидетельствовать о наконец-то наступившей стабильности. После смерти Имру-ль-Кайса II около 399 года престол унаследовал его сын ан-Нуман I, который, согласно ат-Табари и Хишаму аль-Кальби, был рождён от аш-Шакики (согласно другим данным, от аль-Хайджаманы из племени Мурад или Ийад).